# Coupe des États-Unis de soccer 2022
Navigation
Lamar Hunt U.S. Open Cup 2020 Lamar Hunt U.S. Open Cup 2023
La Coupe des États-Unis de soccer 2022 est la 107e édition de la Lamar Hunt U.S. Open Cup, la plus ancienne des compétitions dans le soccer américain. C'est un système à élimination directe mettant aux prises des clubs de soccer amateurs, semi-pros et professionnels affiliés à la Fédération des États-Unis de soccer, qui l'organise conjointement avec les ligues locales.
Après l'annulation des deux dernières éditions, en 2020 et 2021, en raison de la pandémie de Covid-19, la compétition fait son retour avec un nombre record de 103 équipes participantes, dont 71 professionnelles.
La finale se tient le 7 septembre 2022, après sept autres tours à élimination directe dans la phase finale mettant aux prises des clubs amateurs et professionnels. Atlanta United défend son trophée après sa victoire en 2019, son premier titre. Les qualifications débutent à l'automne 2021 pour les équipes des divisions cinq ou inférieures même si la Fédération des États-Unis de soccer n'annonce le format de la compétition que le 25 janvier 2022. Le vainqueur de la compétition se qualifie pour la Ligue des champions de la CONCACAF 2023.
En finale, Orlando City, franchise de Major League Soccer, fait face au Republic de Sacramento, pensionnaire de USL Championship, la deuxième division nord-américaine. Les Floridiens l'emportent 3-0 à l'Exploria Stadium d'Orlando le 7 septembre et s'emparent de leur premier trophée majeur tandis que Sacramento devient seulement la troisième équipe d'une division inférieure depuis l'ère MLS démarrée en 1996 à atteindre la finale après les Rhinos de Rochester, vainqueurs en 1999, et le Battery de Charleston, battu par D.C. United en 2008.

## Déroulement de la compétition

### Format
Cette édition 2022 regroupe le plus important nombre d'équipes dans l'histoire de la compétition. Parmi les changements majeurs par rapport aux précédentes éditions, on retrouve l'intégration de toutes les équipes professionnelles indépendantes du pays, de la première à la troisième division. Les clubs des ligues mineures rejoignent la compétition au second tour tandis que dix-sept équipes de Major League Soccer entrent au troisième tour et que les huit meilleures équipes de la saison 2021 de MLS - à savoir les quatre qualifiés pour la Ligue des champions de la CONCACAF 2022 et les deux meilleures équipes suivantes de chaque conférence - se joignent directement au quatrième tour.
De par la taille du pays, les phases de qualification sont dirigées par des ligues nationales qui divisent elles-mêmes leurs phases de qualification selon la répartition géographique des clubs membres. Ainsi, selon les conférences, les qualifications peuvent être composées d'un à quatre tours.
Lors du tirage au sort, les équipes participantes à la compétition pour la première fois de leur histoire ne pourront se faire face, sauf si aucun autre adversaire de la même zone géographique n'est disponible. Un tirage au sort sera ainsi mené seulement s'il y a un minimum de trois équipes dans la même zone géographique. Dans le cas où une équipe se situe dans une région isolée, elle sera confrontée à un adversaire d'une région aléatoire. Depuis l'édition 2015, la compétition comporte une absence de tirage au-delà des seizièmes de finale puisque les équipes sont réparties en quatre groupes de quatre, selon des critères géographiques.
De plus, les équipes liées par un partenariat ou propriété d'une même franchise ne peuvent pas s'affronter avant la finale de la compétition. Sont ainsi concernées les équipes suivantes : les Timbers de Portland et les Timbers U23 de Portland, le Los Angeles FC et les Lights de Las Vegas ainsi que les Red Wolves de Chattanooga et les Red Wolves de Park City.

### Calendrier
| Tour | Nom                 | Dates retenues              | Équipes participantes | Équipes gagnantes |
| Épreuve éliminatoire (2021) |                     |                             |                       |                   |
| 1 | Premier tour        | Dates locales               |                       |                   |
| 2 | Deuxième tour       | Dates locales               |                       |                   |
| 3 | Troisième tour      | Dates locales               |                       |                   |
| 4 | Quatrième tour      | Dates locales               |                       |                   |
| Compétition propre (2022) |                     |                             |                       |                   |
| Entrée de 11 équipes issues des qualifications locales/Vainqueur de la National Amateur Cup 10 équipes de NPSL/10 équipes de USL League Two |                     |                             |                       |                   |
| 5 | Premier tour        | sam.-dim. 22-23 mars        | 32                    | 16                |
| Entrée des 23 équipes de USL Championship/2 équipes de MLS Next Pro/10 équipes de NISA/11 équipes de USL League One                         |                     |                             |                       |                   |
| 6 | Deuxième tour       | mar.-mer.-jeu. 5-7 avril    | 62                    | 31                |
| Entrée de 17 équipes de Major League Soccer                                                                                                 |                     |                             |                       |                   |
| 7 | Troisième tour      | mar.-mer. 19-20 avril       | 48                    | 24                |
| Entrée de 8 équipes de Major League Soccer                                                                                                  |                     |                             |                       |                   |
| 8 | Quatrième tour      | mar.-mer.-jeu. 10-11-12 mai | 32                    | 16                |
| 9 | Huitièmes de finale | mer. 25 mai                 | 16                    | 8                 |
| 10 | Quarts de finale    | mar.-mer. 21-22-29 juin     | 8                     | 4                 |
| 11 | Demi-finales        | mer. 27 juillet             | 4                     | 2                 |
| 12 | Finale              | mer. 7 septembre            | 2                     | 1                 |

## Participants
Toutes les équipes des divisions I (MLS), II (USL Championship) et III (USL League One, MLS Next Pro et NISA) obtiennent une place automatique dans la compétition, à l'exception des équipes opérées par des franchises professionnelles d'un niveau supérieur (règle en vigueur depuis 2016).
| Entre au premier tour | Entre au premier tour | Entre au second tour | Entre au second tour | Entre au troisième tour | Entre au quatrième tour |
| National Amateur Cup Qualifiés locaux 1 équipe/11 équipes | NPSL/USL League Two 10 équipes/10 équipes | USL League One MLS Next Pro/NISA 11 équipes/2 équipes/10 équipes | USL Championship 23 équipes | MLS 17+8 équipes | MLS 17+8 équipes |
| National Amateur Cup - Lansdowne Yonkers Qualifiés locaux - Azteca FC - Brockton FC United - City Soccer FC - Contra Costa FC - D'Feeters Kicks SC - Escondido FC - Lynchburg FC - Northern Virginia FC - Orlando FC Wolves - Oyster Bay United - San Fernando Valley | NPSL - Cleveland SC - Denton Diablos - Georgia Revolution - Hartford City - Las Vegas Legends - Miami United - Minneapolis City - FC Motown $ - Southern States SC - Tulsa Athletic USL League Two - Chicago FC United - Des Moines Menace - North Carolina Fusion U23 - Ocean City Nor'easters - Park City Red Wolves - Portland Timbers U23 - South Carolina United - The Villages SC - West Chester United - Western Mass Pioneers | USL League One - Central Valley Fuego - Charlotte Independence - Chattanooga Red Wolves - Forward Madison - Greenville Triumph - North Carolina FC - Northern Colorado Hailstorm - Richmond Kickers - South Georgia Tormenta - FC Tucson - Union Omaha $ MLS Next Pro - Rochester New York FC - St. Louis City SC 2 NISA - Albion San Diego - Bay Cities FC - California United Strikers - Chattanooga FC - Flower City Union - Los Angeles Force - Maryland Bobcats - Michigan Stars - AC Syracuse Pulse - Valley United | USL Championship - Birmingham Legion - Charleston Battery - Colorado Springs Switchbacks - Détroit City - El Paso Locomotive - Hartford Athletic - Indy Eleven - Las Vegas Lights - Louisville City - Memphis 901 - Miami FC - Monterey Bay FC - New Mexico United - Oakland Roots - Orange County SC - Phoenix Rising - Pittsburgh Riverhounds - Rio Grande Valley Toros - Sacramento Republic $ - San Antonio FC - San Diego Loyal - Tampa Bay Rowdies - FC Tulsa | MLS - Atlanta United - Austin FC - Charlotte FC - Chicago Fire - FC Cincinnati - Columbus Crew - FC Dallas - D.C. United - Houston Dynamo - Inter Miami - Los Angeles FC - Los Angeles Galaxy - Minnesota United - New York Red Bulls - Orlando City SC - Real Salt Lake - San Jose Earthquakes | MLS - Colorado Rapids - Nashville SC - New England Revolution - New York City FC - Philadelphia Union - Portland Timbers - Seattle Sounders - Sporting Kansas City |

Légende :

Major League Soccer (MLS) : championnat de première division.

USL Championship (USLC) : championnat de seconde division organisé par la United Soccer League (USL).

USL League One (USL1) : championnat de troisième division organisé par la United Soccer League (USL).

MLS Next Pro (MLSNP) : championnat de troisième division organisé par la Major League Soccer (MLS).

National Independent Soccer Association (NISA) : championnat de troisième division.

USL League Two (USL2) : championnat de quatrième division organisé par la United Soccer League (USL).

National Premier Soccer League (NPSL) : championnat de quatrième division organisé par la Fédération des États-Unis de soccer (USSF).

Qualifiés locaux (Locale) : équipes provenant de différentes ligues de divisions inférieures.
- $: Vainqueur du bonus de 25,000 $ pour être l'équipe de la division ayant été le plus loin dans la compétition.

## Résultats
Le tenant du titre, Atlanta United (MLS), entre dans la compétition lors du troisième tour.

### Premier tour
Les rencontres se déroulent les samedi 22 et dimanche 23 mars.
Pour minimiser les longs trajets, le tirage organisé le 2 février 2022, au sort est basé sur des critères géographiques et les équipes étant voisines s'affrontent, les formations isolées sont confrontées à un adversaire tiré de manière aléatoire.
| Division | Équipe (domicile)        | Résultat                     | Équipe (extérieur)        | Division      |
| -------- | ------------------------ | ---------------------------- | ------------------------- | ------------- |
| (NPSL)   | Cleveland SC             | 2 - 1 a. p.                  | Chicago FC United         | (USL2)        |
| (NPSL)   | Hartford City FC         | 0 - 3                        | Oyster Bay United FC      | (Locale)      |
| (USL2)   | The Villages SC          | 6 - 0                        | Orlando FC Wolves         | (Locale)      |
| (NPSL)   | Denton Diablos FC        | 2 - 3                        | D'Feeters Kicks SC        | (Locale)      |
| (NPSL)   | Southern States SC       | 3 - 1                        | Georgia Revolution FC     | (NPSL)        |
| (Locale) | San Fernando Valley FC   | 6 - 2                        | Escondido FC              | (Locale)      |
| (USL2)   | Ocean City Nor'easters   | 1 - 1 a. p. (3 - 4 t. a. b.) | Lansdowne Yonkers FC      | (Amateur Cup) |
| (USL2)   | South Carolina United FC | 0 - 1 (par forfait)          | North Carolina Fusion U23 | (USL2)        |
| (NPSL)   | Miami United FC          | 3 - 1                        | City Soccer FC            | (Locale)      |
| (USL2)   | Western Mass Pioneers    | 2 - 0                        | Brockton FC United        | (Locale)      |
| (USL2)   | Des Moines Menace        | 4 - 2                        | Minneapolis City SC       | (NPSL)        |
| (NPSL)   | Tulsa Athletic           | 3 - 0                        | Azteca FC                 | (Locale)      |
| (USL2)   | Portland Timbers U23     | 2 - 1                        | Contra Costa FC           | (Locale)      |
| (NPSL)   | Las Vegas Legends        | 3 - 2                        | Park City Red Wolves SC   | (USL2)        |
| (Locale) | Lynchburg FC             | 1 - 3                        | Northern Virginia FC      | (Locale)      |
| (NPSL)   | FC Motown                | 1 - 0                        | West Chester United SC    | (USL2)        |

### Second tour
Les rencontres se déroulent les 5, 6 et 7 avril.
Pour ce second tour, les vainqueurs amateurs du premier tour sont confrontés à une équipe professionnelle de deuxième ou troisième division de la même zone géographique. Les clubs professionnels restants s'affrontent, de nouveau sur une base géographique, tout en évitant des rencontres d'équipes de même niveau (II vs. II ou III vs. III).
Le tirage au sort effectué le 11 février 2022 a établi les oppositions suivantes :
| Division | Équipe (domicile)            | Résultat    | Équipe (extérieur)          | Division      |
| -------- | ---------------------------- | ----------- | --------------------------- | ------------- |
| (USL1)   | Charlotte Independence       | 2 - 4       | North Carolina Fusion U23   | (USL2)        |
| (USLC)   | Pittsburgh Riverhounds       | 2 - 0       | Maryland Bobcats            | (NISA)        |
| (USLC)   | Indy Eleven                  | 0 - 2       | St. Louis City SC 2         | (MLSNP)       |
| (USLC)   | Détroit City                 | 3 - 0       | Michigan Stars              | (NISA)        |
| (USLC)   | Tampa Bay Rowdies            | 6 - 0       | The Villages SC             | (USL2)        |
| (USL1)   | Union Omaha                  | 2 - 1       | Des Moines Menace           | (USL2)        |
| (USLC)   | FC Tulsa                     | 2 - 1       | Tulsa Athletic              | (NPSL)        |
| (USLC)   | San Antonio FC               | 3 - 1       | D'Feeters Kicks SC          | (Locale)      |
| (USLC)   | New Mexico United            | 5 - 0       | Las Vegas Legends           | (NPSL)        |
| (USL1)   | Central Valley Fuego         | 4 - 1       | El Paso Locomotive          | (USLC)        |
| (USLC)   | Orange County SC             | 5 - 2       | Los Angeles Force           | (NISA)        |
| (USL2)   | Western Mass Pioneers        | 0 - 1 a. p. | Flower City Union           | (NISA)        |
| (NPSL)   | FC Motown                    | 1 - 0 a. p. | AC Syracuse Pulse           | (NISA)        |
| (USLC)   | Charleston Battery           | 0 - 1       | South Georgia Tormenta      | (USL1)        |
| (USLC)   | Miami FC                     | 3 - 0       | Miami United FC             | (NPSL)        |
| (USL1)   | North Carolina FC            | 1 - 2       | Rio Grande Valley Toros     | (USLC)        |
| (USLC)   | Louisville City              | 1 - 0       | Chattanooga Red Wolves      | (USL1)        |
| (USL1)   | Forward Madison              | 3 - 0       | Cleveland SC                | (NPSL)        |
| (USLC)   | Colorado Springs Switchbacks | 0 - 1 a. p. | Northern Colorado Hailstorm | (USL1)        |
| (USL1)   | FC Tucson                    | 3 - 2       | Las Vegas Lights            | (USLC)        |
| (USLC)   | Phoenix Rising               | 1 - 0 a. p. | Valley United FC            | (NISA)        |
| (NISA)   | Albion San Diego             | 1 - 2       | San Diego Loyal             | (USLC)        |
| (NISA)   | Bay Cities FC                | 2 - 1       | Monterey Bay FC             | (USLC)        |
| (NISA)   | Chattanooga FC               | 3 - 1       | Memphis 901                 | (USLC)        |
| (USL1)   | Greenville Triumph           | 2 - 0       | Oakland Roots               | (USLC)        |
| (USLC)   | Hartford Athletic            | 3 - 1       | Oyster Bay United FC        | (Locale)      |
| (MLSNP)  | Rochester New York FC        | 1 - 0       | Lansdowne Yonkers FC        | (Amateur Cup) |
| (USLC)   | Birmingham Legion            | 3 - 1       | Southern States SC          | (NPSL)        |
| (NISA)   | California United Strikers   | 5 - 0       | San Fernando Valley FC      | (Locale)      |
| (USLC)   | Sacramento Republic          | 6 - 0       | Portland Timbers U23        | (USL2)        |
| (Locale) | Northern Virginia FC         | 0 - 1       | Richmond Kickers            | (USL1)        |

### Troisième tour
Les rencontres se déroulent les 19 et 20 avril.
| Division | Équipe (domicile)     | Résultat             | Équipe (extérieur)          | Division |
| -------- | --------------------- | -------------------- | --------------------------- | -------- |
| (USLC)   | Miami FC              | 0 - 1                | Inter Miami CF              | (MLS)    |
| (NISA)   | Flower City Union     | 0 - 3                | D.C. United                 | (MLS)    |
| (USLC)   | Détroit City          | 2 - 1                | Columbus Crew               | (MLS)    |
| (MLS)    | FC Cincinnati         | 2 - 0 a. p.          | Pittsburgh Riverhounds      | (USLC)   |
| (USLC)   | Birmingham Legion     | 0 - 2                | South Georgia Tormenta FC   | (USL1)   |
| (MLS)    | Chicago Fire          | 2 - 2 (4-5 t. a. b.) | Union Omaha                 | (USL1)   |
| (MLS)    | FC Dallas             | 2 - 1                | FC Tulsa                    | (USLC)   |
| (MLS)    | Houston Dynamo        | 2 - 1                | Rio Grande Valley Toros     | (USLC)   |
| (USL1)   | FC Tucson             | 1 - 2                | California United Strikers  | (NISA)   |
| (MLS)    | San Jose Earthquakes  | 5 - 0                | Bay Cities FC               | (NISA)   |
| (MLS)    | LA Galaxy             | 1 - 0                | San Diego Loyal             | (USLC)   |
| (MLSNP)  | Rochester New York FC | 2 - 2 (4-3 t. a. b.) | FC Motown                   | (NPSL)   |
| (USL1)   | Richmond Kickers      | 1 - 0 a. p.          | North Carolina Fusion U23   | (USL2)   |
| (USLC)   | Hartford Athletic     | 1 - 2                | New York Red Bulls          | (MLS)    |
| (MLS)    | Orlando City SC       | 2 - 1                | Tampa Bay Rowdies           | (USLC)   |
| (USL1)   | Greenville Triumph    | 1 - 2 a. p.          | Charlotte FC                | (MLS)    |
| (USL1)   | Forward Madison FC    | 0 - 2                | Minnesota United            | (MLS)    |
| (MLS)    | Atlanta United        | 6 - 0                | Chattanooga FC              | (NISA)   |
| (USLC)   | Louisville City       | 0 - 0 (9-8 t. a. b.) | St. Louis City SC 2         | (MLSNP)  |
| (USLC)   | San Antonio FC        | 2 - 1 a. p.          | Austin FC                   | (MLS)    |
| (MLS)    | Real Salt Lake        | 0 - 1                | Northern Colorado Hailstorm | (USL1)   |
| (USLC)   | Phoenix Rising        | 2 - 1                | New Mexico United           | (USLC)   |
| (USLC)   | Sacramento Republic   | 2 - 1                | Central Valley Fuego FC     | (USL1)   |
| (MLS)    | Los Angeles FC        | 5 - 1                | Orange County SC            | (USLC)   |

### Quatrième tour
L'horaire indiqué est l'heure locale.
| Division | Équipe (domicile)          | Résultat             | Équipe (extérieur)          | Division | Lieu                                    | Affluence | Date, heure   | Rapport    |
| -------- | -------------------------- | -------------------- | --------------------------- | -------- | --------------------------------------- | --------- | ------------- | ---------- |
| (MLS)    | Orlando City SC            | 2 - 1                | Philadelphia Union          | (MLS)    | Exploria Stadium, Orlando               | 7 601     | 10 mai, 19h00 | Rapport    |
| (MLS)    | D.C. United                | 0 - 3                | New York Red Bulls          | (MLS)    | Audi Field, Washington D.C.             | 8 920     | 10 mai, 19h30 | Rapport    |
| (USLC)   | Détroit City               | 1 - 1 (2-4 t. a. b.) | Louisville City             | (USLC)   | Keyworth Stadium, Hamtramck             | 6 837     | 10 mai, 19h30 | Rapport    |
| (MLS)    | Inter Miami CF             | 3 - 1                | South Georgia Tormenta      | (USL1)   | Drive Pink Stadium, Fort Lauderdale     | 3 198     | 10 mai, 20h00 | Rapport    |
| (MLS)    | Sporting Kansas City       | 4 - 2                | FC Dallas                   | (MLS)    | Children's Mercy Park, Kansas City      | 14 922    | 10 mai, 19h30 | Rapport    |
| (MLS)    | Los Angeles FC             | 2 - 0                | Portland Timbers            | (MLS)    | Banc of California Stadium, Los Angeles | 11 014    | 10 mai, 19h30 | Rapport    |
| (USL1)   | Richmond Kickers           | 1 - 5                | Charlotte FC                | (MLS)    | City Stadium, Richmond                  | 4 621     | 11 mai, 18h30 | Rapport    |
| (MLS)    | New York City FC           | 3 - 1                | Rochester New York FC       | (MLSNP)  | Belson Stadium, Queens                  |           | 11 mai, 19h00 | Rapport    |
| (MLS)    | Nashville SC               | 3 - 2 a. p.          | Atlanta United              | (MLS)    | Geodis Park, Nashville                  | 12 375    | 11 mai, 19h00 | Rapport    |
| (USL1)   | Union Omaha                | 2 - 0                | Northern Colorado Hailstorm | (USL1)   | Al F. Caniglia Field, Omaha             |           | 11 mai, 19h00 | Rapport    |
| (MLS)    | New England Revolution     | 5 - 1                | FC Cincinnati               | (MLS)    | Gillette Stadium, Foxborough            |           | 11 mai, 19h00 | Rapport    |
| (MLS)    | Houston Dynamo             | 1 - 0                | San Antonio FC              | (USLC)   | PNC Stadium, Houston                    |           | 11 mai, 19h30 | Rapport    |
| (MLS)    | Seattle Sounders           | 2 - 2 a. p. (9-10)   | San Jose Earthquakes        | (MLS)    | Starfire Sports, Tukwila                | 3 773     | 11 mai, 19h00 | Rapport    |
| (NISA)   | California United Strikers | 2 - 3                | Los Angeles Galaxy          | (MLS)    | Championship Soccer Stadium, Irvine     |           | 11 mai, 19h30 | Rapport    |
| (USLC)   | Sacramento Republic        | 2 - 0                | Phoenix Rising              | (USLC)   | Heart Health Park, Sacramento           |           | 11 mai, 19h30 | Rapport    |
| (MLS)    | Minnesota United           | 2 - 1                | Colorado Rapids             | (MLS)    | Allianz Field, Saint Paul               |           | 12 mai, 13h00 | [ Rapport] |

### Huitièmes de finale
| 25 mai 2022 | Orlando City SC (MLS)            | 1 - 1 a. p.       | (MLS) Inter Miami CF               | Exploria Stadium, Orlando                       |                                                 |
| 19h00       | Torres 97e                       | (0 - 0)           | 94e Mota                           | Spectateurs : 11 509 Arbitrage : Kevin Broadley | Spectateurs : 11 509 Arbitrage : Kevin Broadley |
| 19h00       | Rapport                          |                   |                                    | Spectateurs : 11 509 Arbitrage : Kevin Broadley | Spectateurs : 11 509 Arbitrage : Kevin Broadley |
| 19h00       | Kara · Jansson · Perea · Pereyra | Tirs au but 4 - 2 | Campana · Duke · Yedlin · Lassiter | Spectateurs : 11 509 Arbitrage : Kevin Broadley | Spectateurs : 11 509 Arbitrage : Kevin Broadley |

| 25 mai 2022 | Louisville City (USLC) | 1 - 2   | (MLS) Nashville SC     | Lynn Family Stadium, Louisville                 |                                                 |
| 19h00       | Ownby 37e              | (1 - 1) | 39e Loba · 89e Mukhtar | Spectateurs : 8 638 Arbitrage : Eric Tattersall | Spectateurs : 8 638 Arbitrage : Eric Tattersall |
| 19h00       | Rapport                |         |                        | Spectateurs : 8 638 Arbitrage : Eric Tattersall | Spectateurs : 8 638 Arbitrage : Eric Tattersall |

| 25 mai 2022 | New York City FC (MLS) | 1 - 0 a. p. | (MLS) New England Revolution | Belson Stadium, Queens                      |                                             |
| 19h30       | Rodríguez 94e          | (0 - 0)     |                              | Spectateurs : 1 200 Arbitrage : Luis Arroyo | Spectateurs : 1 200 Arbitrage : Luis Arroyo |
| 19h30       | Rapport                |             |                              | Spectateurs : 1 200 Arbitrage : Luis Arroyo | Spectateurs : 1 200 Arbitrage : Luis Arroyo |

| 25 mai 2022 | New York Red Bulls (MLS)                  | 3 - 1   | (MLS) Charlotte FC | MSU Soccer Park, Montclair                        |                                                   |
| 20h00       | Klimala 2e · D. Nealis 63e · Barlow 90+2e | (1 - 1) | 8e Ríos            | Spectateurs : 3 500 Arbitrage : Ernie Constantine | Spectateurs : 3 500 Arbitrage : Ernie Constantine |
| 20h00       | Rapport                                   |         |                    | Spectateurs : 3 500 Arbitrage : Ernie Constantine | Spectateurs : 3 500 Arbitrage : Ernie Constantine |

| 25 mai 2022 | Minnesota United (MLS) | 1 - 2   | (USL1) Union Omaha         | Allianz Field, Saint Paul |                          |
| 19h00       | Hunou 6e               | (1 - 1) | 45+1e Kametani · 51e Brito | Arbitrage : Elton García  | Arbitrage : Elton García |
| 19h00       | Rapport                |         |                            | Arbitrage : Elton García  | Arbitrage : Elton García |

| 25 mai 2022 | Sporting Kansas City (MLS) | 2 - 1   | (MLS) Houston Dynamo | Children's Mercy Park, Kansas City             |                                                |
| 19h30       | Russell 52e 73e (pen.)     | (0 - 1) | 41e Baird            | Spectateurs : 14 913 Arbitrage : Calin Radosav | Spectateurs : 14 913 Arbitrage : Calin Radosav |
| 19h30       | Rapport                    |         |                      | Spectateurs : 14 913 Arbitrage : Calin Radosav | Spectateurs : 14 913 Arbitrage : Calin Radosav |

| 25 mai 2022 | Los Angeles Galaxy (MLS)                  | 3 - 1   | (MLS) Los Angeles FC | Dignity Health Sports Park, Carson              |                                                 |
| 19h30       | Cabral 51e · Hernández 57e · Joveljić 81e | (0 - 0) | 85e Hollingshead     | Spectateurs : 24 174 Arbitrage : Brandon Stevis | Spectateurs : 24 174 Arbitrage : Brandon Stevis |
| 19h30       | Rapport                                   |         |                      | Spectateurs : 24 174 Arbitrage : Brandon Stevis | Spectateurs : 24 174 Arbitrage : Brandon Stevis |

| 25 mai 2022 | Sacramento Republic (USLC)  | 2 - 0 | (MLS) San Jose Earthquakes | Heart Health Park, Sacramento                    |                                                  |
| 19h30       | Luis Felipe 28e · López 83e |       |                            | Spectateurs : 11 569 Arbitrage : Elijio Arreguin | Spectateurs : 11 569 Arbitrage : Elijio Arreguin |
| 19h30       | Rapport                     |       |                            | Spectateurs : 11 569 Arbitrage : Elijio Arreguin | Spectateurs : 11 569 Arbitrage : Elijio Arreguin |

### Quarts de finale
| 21 juin 2022 | Los Angeles Galaxy (MLS) | 1 - 2   | (USLC) Sacramento Republic | Dignity Health Sports Park, Carson            |                                               |
| 19h30        | Donovan 18e (csc)        | (1 - 1) | 4e López · 70e Luis Felipe | Spectateurs : 12 315 Arbitrage : Malik Badawi | Spectateurs : 12 315 Arbitrage : Malik Badawi |
| 19h30        | Rapport                  |         |                            | Spectateurs : 12 315 Arbitrage : Malik Badawi | Spectateurs : 12 315 Arbitrage : Malik Badawi |

| 22 juin 2022 | New York Red Bulls (MLS)                     | 3 - 0   | (MLS) New York City FC | Red Bull Arena, Harrison                          |                                                   |
| 19h00        | Morgan 52e · Luquinhas 70e · Fernandez 90+1e | (0 - 0) |                        | Spectateurs : 12 575 Arbitrage : Matthew Thompson | Spectateurs : 12 575 Arbitrage : Matthew Thompson |
| 19h00        | Rapport                                      |         |                        | Spectateurs : 12 575 Arbitrage : Matthew Thompson | Spectateurs : 12 575 Arbitrage : Matthew Thompson |

| 22 juin 2022 | Sporting Kansas City (MLS)                                  | 6 - 0   | (USL1) Union Omaha | Children's Mercy Park, Kansas City              |                                                 |
| 19h30        | Sallói 10e 53e · Ford 37e · Shelton 56e · Hernandez 66e 81e | (2 - 0) |                    | Spectateurs : 18 552 Arbitrage : Brandon Stevis | Spectateurs : 18 552 Arbitrage : Brandon Stevis |
| 19h30        | Rapport                                                     |         |                    | Spectateurs : 18 552 Arbitrage : Brandon Stevis | Spectateurs : 18 552 Arbitrage : Brandon Stevis |

| 29 juin 2022 | Orlando City SC (MLS)                                   | 1 - 1                 | (MLS) Nashville SC                                        | Exploria Stadium, Orlando                     |                                               |
| 19h00        | Schlegel 90+4e                                          | (0 - 0, 1 - 1, 1 - 1) | 52e Mukhtar                                               | Spectateurs : 11 940 Arbitrage : Mark Allatin | Spectateurs : 11 940 Arbitrage : Mark Allatin |
| 19h00        | Rapport                                                 |                       |                                                           | Spectateurs : 11 940 Arbitrage : Mark Allatin | Spectateurs : 11 940 Arbitrage : Mark Allatin |
| 19h00        | Kara · Jansson · Perea · Smith · Pato · Carlos · Torres | Tirs au but 6 - 5     | Muyl · Loba · Maher · Zimmerman · Zubak · Romney · Miller | Spectateurs : 11 940 Arbitrage : Mark Allatin | Spectateurs : 11 940 Arbitrage : Mark Allatin |

### Demi-finales
| 27 juillet 2022 | Sacramento Republic (USLC)                      | 0 - 0                 | (MLS) Sporting Kansas City                  | Heart Health Park, Sacramento                  |                                                |
| 19h30           |                                                 | (0 - 0, 0 - 0, 0 - 0) |                                             | Spectateurs : 11 569 Arbitrage : Allen Chapman | Spectateurs : 11 569 Arbitrage : Allen Chapman |
| 19h30           | Rapport                                         |                       |                                             | Spectateurs : 11 569 Arbitrage : Allen Chapman | Spectateurs : 11 569 Arbitrage : Allen Chapman |
| 19h30           | Viader · Fernandes · Archimède · Foster · López | Tirs au but 5 - 4     | Russell · Sallói · Agada · Hernández · Zusi | Spectateurs : 11 569 Arbitrage : Allen Chapman | Spectateurs : 11 569 Arbitrage : Allen Chapman |

| 27 juillet 2022 | Orlando City SC (MLS)                                    | 5 - 1   | (MLS) New York Red Bulls | Exploria Stadium, Orlando                     |                                               |
| 19h30           | Araújo 45+5e 62e · Pereyra 47e · Torres 75e · Michel 83e | (1 - 1) | 45+1e Morgan             | Spectateurs : 11 612 Arbitrage : Victor Rivas | Spectateurs : 11 612 Arbitrage : Victor Rivas |
| 19h30           | Rapport                                                  |         |                          | Spectateurs : 11 612 Arbitrage : Victor Rivas | Spectateurs : 11 612 Arbitrage : Victor Rivas |

### Finale
| ·             |    |                           |       |
| Titulaires :  |    |                           |       |
|               |    |                           |       |
| G             | 1  | 0 Pedro Gallese           |       |
| DD            | 2  | 0 Ruan (en)               | 83e   |
| DC            | 25 | 0 Antônio Carlos (en) 69e |       |
| DC            | 15 | 0 Rodrigo Schlegel (en)   |       |
| DG            | 4  | 0 João Moutinho           |       |
| MdC           | 5  | 0 César Araújo            |       |
| MC            | 11 | 0 Júnior Urso (en)        | 90+1e |
| MC            | 10 | 0 Mauricio Pereyra 90+1e  | 90+1e |
| AiD           | 17 | 0 Facundo Torres          |       |
| AiG           | 77 | 0 Iván Angulo (en)        | 83e   |
| AC            | 9  | 0 Ercan Kara              | 61e   |
|               |    |                           |       |
| Remplaçants : |    |                           |       |
| A             | 19 | 0 Benji Michel            | 61e   |
| D             | 24 | 0 Kyle Smith (en)         | 83e   |
| A             | 13 | 0 Tesho Akindele          | 83e   |
| M             | 21 | 0 Andrés Perea            | 90+1e |
| M             | 16 | 0 Wilder Cartagena        | 90+1e |
|               |    |                           |       |
| Entraîneur :  |    |                           |       |
| Óscar Pareja  |    |                           |       |

| ·                |    |                          |     |
| Titulaires :     |    |                          |     |
|                  |    |                          |     |
| G                | 31 | 0 Danny Vitiello (en)    |     |
| DC               | 5  | 0 Dan Casey (en)         |     |
| DC               | 24 | 0 Conor Donovan (en)     | 88e |
| DC               | 4  | 0 Lee Desmond (en) 74e   |     |
| MD               | 2  | 0 Jack Gurr (en)         |     |
| MC               | 20 | 0 Matt LaGrassa (en)     | 78e |
| MC               | 96 | 0 Luis Felipe (en) 77e   |     |
| MG               | 3  | 0 Damià Viader (en)      |     |
| AiD              | 7  | 0 Keko                   | 65e |
| AiG              | 8  | 0 Rodrigo López (en) 79e |     |
| AC               | 99 | 0 Maalique Foster (en)   | 78e |
|                  |    |                          |     |
| Remplaçants :    |    |                          |     |
| A                | 42 | 0 Douglas Martínez (en)  | 65e |
| A                | 11 | 0 Emil Cuello (en)       | 78e |
| A                | 17 | 0 Luther Archimède (en)  | 78e |
| M                | 19 | 0 Nick Ross              | 88e |
|                  |    |                          |     |
| Entraîneur :     |    |                          |     |
| Mark Briggs (en) |    |                          |     |

| ·             |    |                           |       |
| Titulaires :  |    |                           |       |
|               |    |                           |       |
| G             | 1  | 0 Pedro Gallese           |       |
| DD            | 2  | 0 Ruan (en)               | 83e   |
| DC            | 25 | 0 Antônio Carlos (en) 69e |       |
| DC            | 15 | 0 Rodrigo Schlegel (en)   |       |
| DG            | 4  | 0 João Moutinho           |       |
| MdC           | 5  | 0 César Araújo            |       |
| MC            | 11 | 0 Júnior Urso (en)        | 90+1e |
| MC            | 10 | 0 Mauricio Pereyra 90+1e  | 90+1e |
| AiD           | 17 | 0 Facundo Torres          |       |
| AiG           | 77 | 0 Iván Angulo (en)        | 83e   |
| AC            | 9  | 0 Ercan Kara              | 61e   |
|               |    |                           |       |
| Remplaçants : |    |                           |       |
| A             | 19 | 0 Benji Michel            | 61e   |
| D             | 24 | 0 Kyle Smith (en)         | 83e   |
| A             | 13 | 0 Tesho Akindele          | 83e   |
| M             | 21 | 0 Andrés Perea            | 90+1e |
| M             | 16 | 0 Wilder Cartagena        | 90+1e |
|               |    |                           |       |
| Entraîneur :  |    |                           |       |
| Óscar Pareja  |    |                           |       |

| ·                |    |                          |     |
| Titulaires :     |    |                          |     |
|                  |    |                          |     |
| G                | 31 | 0 Danny Vitiello (en)    |     |
| DC               | 5  | 0 Dan Casey (en)         |     |
| DC               | 24 | 0 Conor Donovan (en)     | 88e |
| DC               | 4  | 0 Lee Desmond (en) 74e   |     |
| MD               | 2  | 0 Jack Gurr (en)         |     |
| MC               | 20 | 0 Matt LaGrassa (en)     | 78e |
| MC               | 96 | 0 Luis Felipe (en) 77e   |     |
| MG               | 3  | 0 Damià Viader (en)      |     |
| AiD              | 7  | 0 Keko                   | 65e |
| AiG              | 8  | 0 Rodrigo López (en) 79e |     |
| AC               | 99 | 0 Maalique Foster (en)   | 78e |
|                  |    |                          |     |
| Remplaçants :    |    |                          |     |
| A                | 42 | 0 Douglas Martínez (en)  | 65e |
| A                | 11 | 0 Emil Cuello (en)       | 78e |
| A                | 17 | 0 Luther Archimède (en)  | 78e |
| M                | 19 | 0 Nick Ross              | 88e |
|                  |    |                          |     |
| Entraîneur :     |    |                          |     |
| Mark Briggs (en) |    |                          |     |

### Tableau final
|  | Huitièmes de finale      | Huitièmes de finale  |                              |       | Quarts de finale | Quarts de finale |  |  | Demi-finales    | Demi-finales    |  |  | Finale           | Finale           |
|  | Huitièmes de finale      | Huitièmes de finale  |                              |       | Quarts de finale | Quarts de finale |  |  | Demi-finales    | Demi-finales    |  |  | Finale           | Finale           |
|  |                          |                      |                              |       |                  |                  |  |  |                 |                 |  |  |                  |                  |
|  | 25 mai 2022              | 25 mai 2022          |                              |       | 21 juin 2022     | 21 juin 2022     |  |  | 27 juillet 2022 | 27 juillet 2022 |  |  | 7 septembre 2022 | 7 septembre 2022 |
|  | 25 mai 2022              | 25 mai 2022          |                              |       | 21 juin 2022     | 21 juin 2022     |  |  | 27 juillet 2022 | 27 juillet 2022 |  |  | 7 septembre 2022 | 7 septembre 2022 |
|  | Los Angeles Galaxy       | 3                    |                              |       | 21 juin 2022     | 21 juin 2022     |  |  | 27 juillet 2022 | 27 juillet 2022 |  |  | 7 septembre 2022 | 7 septembre 2022 |
|  | Los Angeles Galaxy       | 3                    |                              |       | 21 juin 2022     | 21 juin 2022     |  |  | 27 juillet 2022 | 27 juillet 2022 |  |  | 7 septembre 2022 | 7 septembre 2022 |
|  | Los Angeles FC           | 1                    |                              |       | 21 juin 2022     | 21 juin 2022     |  |  | 27 juillet 2022 | 27 juillet 2022 |  |  | 7 septembre 2022 | 7 septembre 2022 |
|  | Los Angeles FC           | 1                    | Los Angeles Galaxy           | 1     |                  |                  |  |  | 27 juillet 2022 | 27 juillet 2022 |  |  | 7 septembre 2022 | 7 septembre 2022 |
|  | 25 mai 2022              |                      | Los Angeles Galaxy           | 1     |                  |                  |  |  | 27 juillet 2022 | 27 juillet 2022 |  |  | 7 septembre 2022 | 7 septembre 2022 |
|  |                          | Sacramento Republic  | 2                            |       |                  |                  |  |  | 27 juillet 2022 | 27 juillet 2022 |  |  | 7 septembre 2022 | 7 septembre 2022 |
|  | Sacramento Republic      | Sacramento Republic  | 2                            | 2     |                  |                  |  |  | 27 juillet 2022 | 27 juillet 2022 |  |  | 7 septembre 2022 | 7 septembre 2022 |
|  | Sacramento Republic      | 22 juin 2022         |                              | 2     |                  |                  |  |  | 27 juillet 2022 | 27 juillet 2022 |  |  | 7 septembre 2022 | 7 septembre 2022 |
|  | San Jose Earthquakes     | 0                    |                              |       |                  |                  |  |  | 27 juillet 2022 | 27 juillet 2022 |  |  | 7 septembre 2022 | 7 septembre 2022 |
|  | San Jose Earthquakes     | 0                    | Sacramento Republic t. a. b. | 0 (5) |                  |                  |  |  |                 |                 |  |  | 7 septembre 2022 | 7 septembre 2022 |
|  | 25 mai 2022              |                      | Sacramento Republic t. a. b. | 0 (5) |                  |                  |  |  |                 |                 |  |  | 7 septembre 2022 | 7 septembre 2022 |
|  |                          | Sporting Kansas City | 0 (4)                        |       |                  |                  |  |  |                 |                 |  |  | 7 septembre 2022 | 7 septembre 2022 |
|  | Sporting Kansas City     | Sporting Kansas City | 0 (4)                        | 2     |                  |                  |  |  |                 |                 |  |  | 7 septembre 2022 | 7 septembre 2022 |
|  | Sporting Kansas City     | 27 juillet 2022      |                              | 2     |                  |                  |  |  |                 |                 |  |  | 7 septembre 2022 | 7 septembre 2022 |
|  | Houston Dynamo           | 1                    |                              |       |                  |                  |  |  |                 |                 |  |  | 7 septembre 2022 | 7 septembre 2022 |
|  | Houston Dynamo           | 1                    | Sporting Kansas City         | 6     |                  |                  |  |  |                 |                 |  |  | 7 septembre 2022 | 7 septembre 2022 |
|  | 25 mai 2022              |                      | Sporting Kansas City         | 6     |                  |                  |  |  |                 |                 |  |  | 7 septembre 2022 | 7 septembre 2022 |
|  |                          | Union Omaha          | 0                            |       |                  |                  |  |  |                 |                 |  |  | 7 septembre 2022 | 7 septembre 2022 |
|  | Minnesota United         | Union Omaha          | 0                            | 1     |                  |                  |  |  |                 |                 |  |  | 7 septembre 2022 | 7 septembre 2022 |
|  | Minnesota United         | 29 juin 2022         |                              | 1     |                  |                  |  |  |                 |                 |  |  | 7 septembre 2022 | 7 septembre 2022 |
|  | Union Omaha              | 2                    |                              |       |                  |                  |  |  |                 |                 |  |  | 7 septembre 2022 | 7 septembre 2022 |
|  | Union Omaha              | 2                    | Orlando City SC              | 3     |                  |                  |  |  |                 |                 |  |  |                  |                  |
|  | 25 mai 2022              |                      | Orlando City SC              | 3     |                  |                  |  |  |                 |                 |  |  |                  |                  |
|  |                          | Sacramento Republic  | 0                            |       |                  |                  |  |  |                 |                 |  |  |                  |                  |
|  | Orlando City SC t. a. b. | Sacramento Republic  | 0                            | 1 (4) |                  |                  |  |  |                 |                 |  |  |                  |                  |
|  | Orlando City SC t. a. b. |                      |                              | 1 (4) |                  |                  |  |  |                 |                 |  |  |                  |                  |
|  | Inter Miami              | 1 (2)                |                              |       |                  |                  |  |  |                 |                 |  |  |                  |                  |
|  | Inter Miami              | 1 (2)                | Orlando City SC t. a. b.     | 1 (6) |                  |                  |  |  |                 |                 |  |  |                  |                  |
|  | 25 mai 2022              |                      | Orlando City SC t. a. b.     | 1 (6) |                  |                  |  |  |                 |                 |  |  |                  |                  |
|  |                          | Nashville SC         | 1 (5)                        |       |                  |                  |  |  |                 |                 |  |  |                  |                  |
|  | Louisville City          | Nashville SC         | 1 (5)                        | 1     |                  |                  |  |  |                 |                 |  |  |                  |                  |
|  | Louisville City          | 22 juin 2022         |                              | 1     |                  |                  |  |  |                 |                 |  |  |                  |                  |
|  | Nashville SC             | 2                    |                              |       |                  |                  |  |  |                 |                 |  |  |                  |                  |
|  | Nashville SC             | 2                    | Orlando City SC              | 5     |                  |                  |  |  |                 |                 |  |  |                  |                  |
|  | 25 mai 2022              |                      | Orlando City SC              | 5     |                  |                  |  |  |                 |                 |  |  |                  |                  |
|  |                          | New York Red Bulls   | 1                            |       |                  |                  |  |  |                 |                 |  |  |                  |                  |
|  | New York Red Bulls       | New York Red Bulls   | 1                            | 3     |                  |                  |  |  |                 |                 |  |  |                  |                  |
|  | New York Red Bulls       |                      |                              | 3     |                  |                  |  |  |                 |                 |  |  |                  |                  |
|  | Charlotte FC             | 1                    |                              |       |                  |                  |  |  |                 |                 |  |  |                  |                  |
|  | Charlotte FC             | 1                    | New York Red Bulls           | 3     |                  |                  |  |  |                 |                 |  |  |                  |                  |
|  | 25 mai 2022              |                      | New York Red Bulls           | 3     |                  |                  |  |  |                 |                 |  |  |                  |                  |
|  |                          | New York City FC     | 0                            |       |                  |                  |  |  |                 |                 |  |  |                  |                  |
|  | New York City FC a. p.   | New York City FC     | 0                            | 1     |                  |                  |  |  |                 |                 |  |  |                  |                  |
|  | New York City FC a. p.   |                      |                              | 1     |                  |                  |  |  |                 |                 |  |  |                  |                  |
|  | New England Revolution   | 0                    |                              |       |                  |                  |  |  |                 |                 |  |  |                  |                  |
|  | New England Revolution   | 0                    |                              |       |                  |                  |  |  |                 |                 |  |  |                  |                  |

## Synthèse

### Nombre d'équipes par division et par tour
| Divisions \ Manches                                                                              | Premier tour  | Deuxième tour | Troisième tour | Quatrième tour | Huitièmes de finale | Quarts de finale | Demi-finales | Finale |
| ------------------------------------------------------------------------------------------------ | ------------- | ------------- | -------------- | -------------- | ------------------- | ---------------- | ------------ | ------ |
| MLS (D1) 25 équipes                                                                              | Non présentes | Non présentes | 17             | 21             | 13                  | 6                | 3            | 1      |
| USL Championship (D2) 23 équipes                                                                 | Non présentes | 23            | 15             | 5              | 2                   | 1                | 1            | 1      |
| USL League One (D3) 11 équipes                                                                   | Non présentes | 11            | 8              | 4              | 1                   | 1                | Aucune       | Aucune |
| MLS Next Pro (D3) 2 équipes                                                                      | Non présentes | 2             | 2              | 1              | Aucune              | Aucune           | Aucune       | Aucune |
| NISA (D3) 10 équipes                                                                             | Non présentes | 10            | 4              | 1              | Aucune              | Aucune           | Aucune       | Aucune |
| USL League Two (D4) 10 équipes                                                                   | 10            | 5             | 1              | Aucune         | Aucune              | Aucune           | Aucune       | Aucune |
| NPSL (D4) 10 équipes                                                                             | 10            | 6             | 1              | Aucune         | Aucune              | Aucune           | Aucune       | Aucune |
| Qualifications locales (divisions inférieures) + Vainqueur de la National Amateur Cup 12 équipes | 12            | 5             | Aucune         | Aucune         | Aucune              | Aucune           | Aucune       | Aucune |
| Total                                                                                            | 32            | 62            | 48             | 32             | 16                  | 8                | 4            | 2      |

### Parcours des équipes de Major League Soccer
- Les équipes de Major League Soccer font leur entrée dans la compétition lors du troisième ou quatrième tour.

| Équipes                 | Parcours précédent  | Parcours 2022       |
| ----------------------- | ------------------- | ------------------- |
| Austin FC               | Nouvelle équipe     | Troisième tour      |
| Rapids du Colorado      | Quatrième tour      | Quatrième tour      |
| FC Dallas               | Huitièmes de finale | Quatrième tour      |
| Dynamo de Houston       | Huitièmes de finale | Huitièmes de finale |
| Los Angeles FC          | Quart de finale     | Huitièmes de finale |
| Galaxy de Los Angeles   | Huitièmes de finale | Quart de finale     |
| Minnesota United        | Finaliste           | Huitièmes de finale |
| Nashville SC            | Troisième tour      | Quart de finale     |
| Timbers de Portland     | Demi-finale         | Quatrième tour      |
| Real Salt Lake          | Quatrième tour      | Troisième tour      |
| Earthquakes de San José | Huitièmes de finale | Huitièmes de finale |
| Sounders de Seattle     | Quatrième tour      | Quatrième tour      |
| Sporting de Kansas City | Quatrième tour      | Demi-finale         |

| Équipes                              | Parcours précédent  | Parcours 2022       |
| ------------------------------------ | ------------------- | ------------------- |
| Atlanta United                       | Vainqueur           | Quatrième tour      |
| Charlotte FC                         | Nouvelle équipe     | Huitièmes de finale |
| FC Cincinnati                        | Huitièmes de finale | Quatrième tour      |
| Fire de Chicago                      | Quatrième tour      | Troisième tour      |
| Crew de Columbus                     | Huitièmes de finale | Troisième tour      |
| D.C. United                          | Huitièmes de finale | Quatrième tour      |
| Inter Miami CF                       | Nouvelle équipe     | Huitièmes de finale |
| Orlando City SC                      | Demi-finale         | Vainqueur           |
| Revolution de la Nouvelle-Angleterre | Huitièmes de finale | Huitièmes de finale |
| New York City FC                     | Quart de finale     | Quart de finale     |
| Red Bulls de New York                | Quatrième tour      | Demi-finale         |
| Union de Philadelphie                | Quatrième tour      | Quatrième tour      |

### Meilleurs buteurs
| Rang | Joueur                | Équipe                               | Buts |
| ---- | --------------------- | ------------------------------------ | ---- |
| 1    | Rodrigo López         | Republic de Sacramento               | 4    |
| 1    | Lucky Mkosana         | Rowdies de Tampa Bay                 | 4    |
| 1    | Facundo Torres        | Orlando City                         | 4    |
| 4    | Cristian Arango       | Los Angeles FC                       | 3    |
| 4    | Álvaro Barreal        | FC Cincinnati                        | 3    |
| 4    | Tomas Bosuel          | San Fernando Valley FC               | 3    |
| 4    | Luis Felipe Fernandes | Republic de Sacramento               | 3    |
| 4    | Carles Gil            | Revolution de la Nouvelle-Angleterre | 3    |
| 4    | Dejan Joveljić        | Galaxy de Los Angeles                | 3    |
| 4    | Lewis Morgan          | Red Bulls de New York                | 3    |
| 4    | Hany Mukhtar          | Nashville SC                         | 3    |
| 4    | Maxi Rodriguez        | Detroit City                         | 3    |